# Hushållstekniska realskolan
Hushållstekniska realskolan, eller egentligen Stockholms stads hushållstekniska realskola och gement kallad "Kastrullplugget", var en praktisk realskola (en sexårig realskola, dock med endast huslig linje[källa behövs]) i Stockholm verksam från 1919 till 1967.

## Administrativ historik
Skolan började som Stockholms högre folkskola för kvinnlig utbildning 1919, fram till 1920 i Klara folkskola och Katarina norra folkskolas lokaler. Från 1920–1938 användes lokaler i Maria folkskola (södra avdelningen), Timmermansgatan 28 och 1920–1960 i Adolf Fredriks folkskola (norra avdelningen), med egen expedition, Västmannagatan 18. Skolan ombildades mellan 1933 och 1937 till Stockholms stads hushållstekniska mellanskola, 1938 flyttade verksamheten för södra avdelningen till Eriksdalsskolan dit även norra avdelningen flyttade 1960. 1952 ombildades skolan till Stockholms stads hushållstekniska realskola som slutligen las ner 1967.
Hushållstekniska realskolans norra avdelning delade 1939–1960 skolgård med Adolf Fredriks musikskola med ingång från Dalagatan.

## Verksamhet
Enligt Margareta Dahl i Seniorbloggen: "I Stockholms Stads Hushållstekniska Realskola tog man realen i sömnad och i hushåll". En "skolköksfröken" på Hushållstekniska Realskola, Ingrid Ljunggren, var omtalad som medförfattare till den blå- och vitrutiga kokboken "Mat i vardagslag, kokbok för skola och hem" (av Floderus - Ljunggren).

## Elever vid skolan
- Marianne Bengtsson[5]
- Ingegerd Råman[6]